# BESTplayer
BESTplayer – darmowy polski odtwarzacz multimedialny dla systemów Windows, rozwijany w latach 2001-2009. Stworzony przez Karola Winnickiego. W 2016 roku Karol Winnicki oświadczył iż za projektem początkowo stał także Michał S, który m.in. wymyślił nazwę programu. Jego pierwsza wersja miała premierę w 2001 roku, druga pojawiła się w 2008 roku.

## BESTplayer 1
Program miał premierę w 2001 roku, stał się jednym z najpopularniejszych odtwarzaczy w Polsce. Jego główną zaletą jest prostota użytkowania. Nie wymaga instalacji, jest rozpowszechniany w jednym pliku wykonywalnym o rozmiarze 292 kB. Według twórców program był pierwszym polskim odtwarzaczem wideo oferującym wyświetlanie przezroczystych napisów.

## BESTplayer 2
Druga wersja odtwarzacza pojawiła się po siedmiu latach. Podobnie jak BESTplayer 1 nie wymaga instalacji, składa się z jednego pliku wielkości 1,18 MB. Jego prosty wygląd bardzo przypomina poprzednią wersję, jednym z założeń producenta jest to, że nigdy nie będzie można go zmieniać za pomocą skórek. Wersja ta samodzielnie wyszukuje odpowiednie napisy, nawet w kilkunastu językach dla popularnych filmów. Z poziomu programu można też wysyłać własne napisy na serwer, jeśli nie znajdują się jeszcze w bazie. BESTplayer wyświetla informacje o filmie takie jak rok produkcji, reżyser czy obsada oraz jego okładkę pochodzące z serwisu IMDb. Obsługuje również zewnętrznego lektora oraz pozwala na zaawansowane synchronizowanie napisów z obrazem. Zapamiętuje pozycję filmu, na której zakończyło się odtwarzanie. Automatycznie sprawdza czy istnieje nowsza wersja aplikacji.
Wersja 2.105 od 1 lutego 2010 wyświetla reklamy w zakładce „Info”. W czerwcu 2010 roku została ogłoszona zbiórka pieniędzy na dalszy rozwój programu. Początkowo celem było osiągnięcie kwoty 50 tys. zł, później zmniejszonej do 30 tys. zł. Ostatni znany stan zbiórki, z 23 września 2010 (93 dnia zbiórki’), wynosił 25 940 zł. Ostatnia aktualizacja na oficjalnej stronie aplikacji datowana jest na 23 marca 2010. Ostatni wpis, o treści „BESTplayer cię nie kocha!”, na facebookowej stronie programu pochodzi z 1 kwietnia 2010 i jest żartobliwym odniesieniem do słów które pojawiają się w odtwarzaczu „BESTplayer cię kocha”.

### Historia wersji
| Wersja                     | Premiera         |
| -------------------------- | ---------------- |
| 2.00                       | marzec 2008      |
| 2.02                       | marzec 2008      |
| 2.04                       | 22 kwietnia 2008 |
| 2.105 (beta)               | 31 grudnia 2008  |
| 2.109 (beta)               | 10 lutego 2009   |
| 2.121, 2.122, 2.130 (beta) | 5 marca 2009     |
| 2.105                      | 26 marca 2009    |

## Popularność
W serwisie dobreprogramy program został pobrany ponad 6 mln razy (stan na czerwiec 2016).